# Unterseeboot UC-46
Pour les autres navires du même nom, voir Unterseeboot 46.
L'Unterseeboot UC-46 est un sous-marin (U-Boot) mouilleur de mines allemand de type UC II utilisé par la Kaiserliche Marine pendant la Première Guerre mondiale. Le U-boot a été commandé le 20 novembre 1915, mis sur cale le 1er février 1916 et lancé le 8 août 1916. Il a été mis en service dans la marine impériale allemande le 15 septembre 1916 sous le nom de UC-46. En quatre patrouilles, l'UC-46 a coulé 10 navires, soit par ses torpilles, soit par les mines qu’il avait posées. L'UC-46 a été éperonné et coulé au sud-est du banc de Goodwin par le destroyer britannique HMS Liberty le 8 février 1917.

## Conception
Sous-marin de type UC II, l'UC-46 avait un déplacement de 420 tonnes en surface et de 502 tonnes en plongée. Il avait une longueur hors tout de 51,85 m, un maître-bau de 5,22 m et un tirant d'eau de 3,68 m. Le sous-marin était propulsé par deux moteurs diesel 6 cylindres à quatre temps produisant chacun 300 ch (220 kW), soit un total de 600 ch (440 kW), et par deux moteurs électriques produisant 460 ch (340 kW), actionnant deux arbres d'hélice.
Le sous-marin avait une vitesse maximale de 11,7 nœuds (21,7 km/h) en surface et de 6,7 nœuds (12,4 km/h) en immersion. Son autonomie était de 7280 milles marins (13460 km) à 7 nœuds (13 km/h) en surface, et de 54 milles marins (100 km) à 4 nœuds (7,4 km/h) en immersion. Il lui fallait 46 secondes pour plonger, et il était capable d’opérer à une profondeur maximale de 50 mètres.
L'UC-46 était équipé de trois tubes lance-torpilles de 460 mm, un à l’arrière et deux à l’avant, avec sept torpilles, et d’un canon de pont de 8,8 cm SK L/30. Mais son arme principale était ses six puits de mine de 1000 mm portant dix-huit mines UC 200. Son effectif était de vingt-six membres d’équipage.

## Affectations
- Flottilles des Flandres : du 29 novembre 1916 au 8 février 1917

## Commandants
- Oberleutnant zur See Friedrich Moecke : du 15 septembre 1916 au 8 février 1917

## Navires coulés
| Date             | Nom               | Nationalité    | Tonnage | Destin    |
| ---------------- | ----------------- | -------------- | ------- | --------- |
| 21 décembre 1916 | Modig             | Norvège        | 1704    | Coulé     |
| 23 décembre 1916 | William Middleton | United Kingdom | 2543    | Endommagé |
| 24 décembre 1916 | Paul Paix         | United Kingdom | 4196    | Endommagé |
| 26 décembre 1916 | Agnes             | United Kingdom | 99      | Coulé     |
| 26 décembre 1916 | Neptune           | Belgique       | 199     | Coulé     |
| 26 décembre 1916 | Saint Louis       | France         | 184     | Coulé     |
| 30 décembre 1916 | Sappho            | Grèce          | 2087    | Coulé     |
| 1 janvier 1917   | Goosebridge       | Suède          | 1886    | Coulé     |
| 1 février 1917   | Gamma             | Pays-Bas       | 2115    | Coulé     |
| 2 février 1917   | Isle of Arran     | United Kingdom | 1918    | Coulé     |
| 4 février 1917   | Marthe            | France         | 154     | Coulé     |
| 5 février 1917   | Argyllshire       | United Kingdom | 12097   | Endommagé |
| 6 février 1917   | HMT Longset       | Royal Navy     | 275     | Coulé     |